# Модоки
Модоките са северноамериканско индианско племе, самостоятелен клон на племето кламат. Живеят при по-студения климат на Тюл Лейк в северна Калифорния, на границата с Орегон. Родината им се намира на границите между 3 културни области – Платото, Северозападното крайбрежие и Калифорния. Затова в културата им присъстват елементи характерни и за трите области.

## Култура
Преди контакта с белите племето живее в 25 постоянни села, всяко ръководено от вожд и военен вожд. Традиционното зимно жилище представлява дървена постройка от върбови клони покрита с папур, шума и пръст, вкопана в земята. През лятото използват преносими кожени палатки или временни колиби от клони покрити с треви. Като повечето племена от района на Платото през зимата живеят в зимните си села, разположени обикновено на някой водоем, където ловят риба. През лятото семействата от селото се разбиват на отделни семейни групички и се отправят към местности богати на дивеч и диви растителни храни.
Традиционното им облекло е изработвано от растителни влакна и кожи. Мъртвите са кремирани, а имуществото и домът им изгаряни. След това името на умрелия не се споменава никога повече.
Религиозните им вярвания са центрирани около индивидуалното взаимодействие между човека и духовете – помощници. Всеки човек през юношеството трябва да се сдобие с дух – помощник чрез ритуала за Търсене на видение. Ритуалът трае 5 дни и е ръководен от някой шаман. През тези 5 дни юношата пости и се моли на духовете в изолирана местност да се смилят над него и някой от тях да се съгласи да му стане помощник. Сдобиват се с коне в началото на 19 век.

## Население и подразделения
Племето има три подразделения:
- Гомбатуа – хората от долната част на езерото Кламат
- Гогеуа – хората от долната част на река Лост
- Пасгануа – хората от Тюл Лейк

Преди 1800 г. населението им се оценява на 400 до 800 души. Големи епидемии през 1833 г. и през 1847 г. намаляват драстично населението им.

## Име и език
Самите модоки се наричат „Моуатакни маклак – хора от юга“. Говорят диалект на езика Лутуами, идентичен с езика на кламат, класифициран към Пенутийските езици на Платото. На езика Лутуами маклак означава човек.

## История
Модоките са агресивно племе склонно да напада по-миролюбивите си съседи. Белите са почти непознати за тях до средата на 19 век, когато заселниците се изсипват на рояци и заграбват най-добрите земи на племето като очакват модоките да се подчинят безропотно. Но модоките оказват съпротива и белите се опитват да ги унищожат. Модоките отвръщат със засади. В периода между 1864 г. и 1873 г. модоките убиват над 300 заселници. През 1856 г. милиция и доброволци от Ирека, водени от Бен Райт нападат модокски лагер и убиват 80 души. Сражението остава известно в историята като Клането на Бен Райт. Когато през 1861 г. вожд става Кинтпуаш, наричан от белите Капитан Джак, той се опитва да сключи мир. С помощта на няколко добронамерени заселници той успява.

### Война на модоките
По време на Гражданската война отношенията между модоките и заселниците се влошават отново. Чрез някои политици белите в района уреждат прогонването на модоките от земите им. Армията ги събира и откарва в резервата Кламат в Орегон. Оставени на произвола на съдбата, след кратък престой в резервата Кинтпуаш извежда хората си и ги отвежда по родните места. Това не се харесва на повечето заселници ламтящи за земята им. Пред непрекъснатите им протести армията получава заповед да върне модоките обратно в резервата. На 28 ноември 1872 г. майор Джон Джаксън с 38 кавалеристи пристига в лагера им. При опита му да обезоръжи индианците избухва схватка и след кратка размяна на изстрели модоките се оттеглят и се отправят на юг в Лава Бедс. По пътя една малка група водена от Куката Джим се измъква и за отмъщение убива 11 бели заселници. По-късно те се присъединяват към останалите в Лава Бедс. Като разбира за убийствата Кинтпуаш остро осъжда действията им. Убеден, че сега белите непременно ще ги преследват вожда нарежда да се подготвят за битка. Първият отряд военни пристига в Лава Бедс на 13 януари 1873 г., последван три дни по-късно от 255 кавалеристи и 104 доброволци. Като виждат толкова много въоръжени бели мъже пред твърдината им модоките се обезсърчават, но решават да останат и да се бият до край. Първото сражение е на 17 януари. Модоките успяват да отблъснат войниците, без да изгубят нито един човек. На 28 февруари група съчувстващи им заселници се срещат с Кинтпуаш и го убеждават а се срещне командира на войниците генерал Едуард Спринг Кенби. На състоялата се среща Генералът заявява, че за убийците на заселниците няма да има прошка, а останалите ще бъдат върнати в резервата. Междувременно броят на войниците достига 1000. Кинтпуаш свиква войните си на нощен съвет, за да решат какво ще правят. Войните решават да се бият докрай и принуждават вожда да убие генерал Кенби при следващата им среща. Кинтпуаш се съгласява, но при условие че генерала не изпълни исканията им. На Разпети петък 1873 г. Кинтпуаш се среща с Кенби. След ълго съвещание, след като Кенби не се съгласява да изпълни исканията на модоките Кинтпуаш го застрелва. Три дни по-късно войниците щурмуват твърдината им. Повечето модоки са убити, други заловени, а трети разпръснати. Постепенно войниците излавят избягалите. Пленниците са откарани във Форт Кламат, където са съдени. Като водач на групата и заради убийствата на невинни заселници, Кинтпуаш и трима от хората му са осъдени на смърт и обесени на 3 октомври 1873 г. Групата на Куката Джим извършила убийствата се спасяват като стават доносници и прехвърлят цялата вина върху вожда си. Те и останалите живи 153 модоки са заточени в Индианската територия, където престояват до 1909 г., когато правителството разрешава на 51 от тях да се завърнат в резервата Кламат. Днес около 600 модоки живеят в окръг Кламат в Орегон. Още около 200 живеят в резервата Куапо в Оклахома.